# خلیج استریکی، استرالیای جنوبی
خلیج استریکی (به انگلیسی: Streaky Bay) یک شهرک در استرالیا است که در استرالیای جنوبی واقع شده است.